# Liste der denkmalgeschützten Objekte in Rainbach im Innkreis
Die Liste der denkmalgeschützten Objekte in Rainbach im Innkreis enthält die denkmalgeschützten, unbeweglichen Objekte der Gemeinde Rainbach im Innkreis im Bezirk Schärding (Oberösterreich).

## Denkmäler
| Foto |                 | Denkmal                                                            | Standort                                             | Beschreibung | Metadaten |
| ---- | --------------- | ------------------------------------------------------------------ | ---------------------------------------------------- | --- | --- |
| ja   | Datei hochladen | Kath. Filialkirche hl. Katharina HERIS-ID: 38376 Objekt-ID: 37921  | bei Pfaffing 3 Standort KG: Rainbach                 | Erbaut im 15. Jahrhundert im spätgotischen Stil, ehemals Filialkirche von Taufkirchen an der Pram, später von Suben betreut und 1581 nach einer Renovierung geweiht. Seit der Säkularisation 1785 in Privatbesitz; 1985 bis 1995 renoviert. Das Weihwasserbecken stammt aus dem 15. Jahrhundert, der frühbarocke Hochaltar aus dem Jahr 1669. | BDA-Hist.: Q37980765 Status: Bescheid Stand der BDA-Liste: 2025-06-30 Name: Kath. Filialkirche hl. Katharina GstNr.: 2581 Filialkirche hl. Katharina, Rainbach im Innkreis |
| ja   | Datei hochladen | Kath. Pfarrkirche hl. Petrus HERIS-ID: 52498 Objekt-ID: 59416      | bei Rainbach im Innkreis 8 Standort KG: Rainbach     | Die gotische Kirche wurde 1896 in barocken Formen zum fünfjochigen Langhaus erweitert, zwei gotische niedrigere Langhausjoche sind erhalten. Der eingezogene einjochige kreuzgewölbte Chor hat einen Dreiachtelschluss. Der gotische Turm wurde oben in ein Achteck übergeführt und trägt einen Zwiebelhelm.                                  | BDA-Hist.: Q26206067 Status: § 2a Stand der BDA-Liste: 2025-06-30 Name: Kath. Pfarrkirche hl. Petrus GstNr.: 2879 Pfarrkirche hl. Petrus, Rainbach im Innkreis             |
| ja   | Datei hochladen | Zöhrerkapelle; Mariae Heimsuchung HERIS-ID: 34172 Objekt-ID: 32163 | bei Rainbach im Innkreis 18a Standort KG: Edermaning | Die Giebelkapelle mit Polygonalschluss im Biedermeierstil wurde 1841 erbaut. Die Ausstattung stammt teilweise aus dem 17. und 18. Jahrhundert. | BDA-Hist.: Q37956763 Status: Bescheid Stand der BDA-Liste: 2025-06-30 Name: Zöhrerkapelle; Mariae Heimsuchung GstNr.: 4 Zöhrerkapelle, Rainbach im Innkreis                |